# Survey of Kent

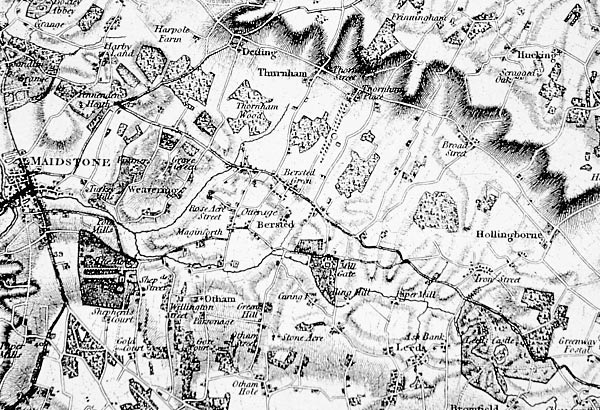
Kartenausschnitt des Survey of Kent

Der Survey of Kent war die erste Karte des Ordnance Survey. Die 1801 veröffentlichte Karte der südenglischen Grafschaft Kent begründete die Tradition der Inch-to-a-Mile-Karten (1:63360) des Ordnance Surveys. 
Die Erstellung der Karte dauerte von 1795 bis 1801 und erfolgte unter der Leitung des Chefzeichners beim Board of Ordnance, William Gardner. Die Karte war vor allem für die militärische Verwendung gedacht. Sie betont deshalb besonders Straßen und Transportwege, Wald, der Schutz bieten kann, und Höhenunterschiede im Terrain. Die Karte entstand in der Kartenwerkstatt des Tower of London. Zuerst zeichneten die Zeichner dort Anlagen von besonderer militärischer Bedeutung im Maßstab 6 Zoll auf eine Meile, weitere wichtige Details folgten im Maßstab 2 Zoll auf eine Meile.  
Der Survey of Kent war die erste einer Reihe ähnlicher Karten. Die britische Regierung fürchtete die Folgen der Französischen Revolution und eine Invasion Englands durch Frankreich. Sie gab daher beim Board of Ordnance eine Reihe von Karten der englischen Südküste in Auftrag, die der allgemeinen Öffentlichkeit zur Verfügung gestellt werden sollten. Frühere Versuche, eine solche Kartenreihe zu erstellen, waren an den großen Landbesitzern gescheitert, die sich weigerten, Regierungsbeamte auf ihr Land zu lassen.
Eine Vorläuferkarte des Survey of Kent war bereits 1781 entstanden. Damals hatte Frankreich versucht, die Kanalinsel Jersey einzunehmen, und als Folge entstand eine genaue Karte Jerseys. Diese war allerdings nur für Regierungsgebrauch bestimmt. 
Nach dem Survey of Kent entstand als zweites eine Karte von Essex.